# French Juniors
Das French Juniors (auch French Junior International genannt) ist im Badminton die offene internationale Meisterschaft von Frankreich für Junioren und damit das bedeutendste internationale Juniorenturnier in Frankreich. Es wurde erstmals im Jahr 2000 ausgetragen und fand einmal jährlich bis zum Jahr 2002 als French Juniors statt. 2017 fand das French Juniors als 3 Borders International Junior in Saint Louis statt, ab 2019 gibt es zusätzlich ein FZ FORZA Alpes International.

## Die Sieger

### French Juniors
| Saison | Herreneinzel   | Dameneinzel       | Herrendoppel                   | Damendoppel                     | Mixed                        |
| ------ | -------------- | ----------------- | ------------------------------ | ------------------------------- | ---------------------------- |
| 2000   | Miha Šepec jr. | Nathalie Descamps | Tom Dudley Steven Mumby        | Evy Descamps Nathalie Descamps  | Dan Corby Philippa Kirby     |
| 2001   | Anup Sridhar   | Maja Tvrdy        | Thomas Quéré Erwin Kehlhoffner | Farha Razi Monika Fischer       | Julien Tchoryk Laura Choinet |
| 2002   | Miha Šepec jr. | Urška Silvester   | Jamie Neill Andrew Bowman      | Špela Silvester Urška Silvester | Nejc Boljka Urška Silvester  |

### 3 Borders International
| Saison | Herreneinzel           | Dameneinzel             | Herrendoppel                                  | Damendoppel                                       | Mixed                                 |
| ------ | ---------------------- | ----------------------- | --------------------------------------------- | ------------------------------------------------- | ------------------------------------- |
| 2017   | Chen Shiau-cheng       | Hsieh Yu-ying           | Eloi Adam Samy Corvée                         | Vimala Hériau Léonice Huet                        | Julien Scheiwiller Jenjira Stadelmann |
| 2018   | Ernesto Baschwitz      | Milena Schnider         | William Jones Ethan van Leeuwen               | Asmita Chaudhari Annie Lado                       | Maxime Briot Sharone Bauer            |
| 2022   | Jason Christ Alexander | Chiara Marvella Handoyo | Muh Putra Erwiansyah Patra Harapan Rindorindo | Puspa Rosalia Damayanti Jessica Maya Rismawardani | Marwan Faza Jessica Maya Rismawardani |
| 2023   | Su Wei-cheng           | Naishaa Kaur Bhatoye    | Lai Po-yu Tsai Fu-cheng                       | Amelie Lehmann Marie Sophie Stern                 | Simon Krax Sofiia Lavrova             |
| 2024   | Mateusz Golas          | Liao Jui-chi            | Timeo Bourgin Orphé Queton-Bouissou           | Chuang Chiao-han Lee Pin-yi                       | Chiang Tzu-chieh Chuang Chiao-han     |

### Alpes International
| Saison | Herreneinzel               | Dameneinzel               | Herrendoppel                                    | Damendoppel                                     | Mixed                               |
| ------ | -------------------------- | ------------------------- | ----------------------------------------------- | ----------------------------------------------- | ----------------------------------- |
| 2019   | Joakim Oldorff             | Mariia Golubeva           | William Jones Brandon Yap                       | Annie Lado Rachel Sugden                        | Brandon Yap Annie Lado              |
| 2021   | Saneeth Dayanand Shimoga   | Tasnim Mir                | Matteo Justel Baptiste Labarthe                 | Kathell Desmots-Chacun Herveline Crespel        | Baptiste Labarthe Herveline Crespel |
| 2022   | Alwi Farhan                | Ester Nurumi Tri Wardoyo  | Maël Cattoen Lucas Renoir                       | Meilysa Trias Puspita Sari Rachel Allessya Rose | Lucas Renoir Téa Margueritte        |
| 2023   | Lei Ci-fu                  | Sarunrak Vitidsarn        | Chiu Chi-ruei Chiu Shao-hua                     | Elsa Jacob Camille Pognante                     | Baptiste Labarthe Camille Pognante  |
| 2024   | Patcharakit Apiratchataset | Sarunrak Vitidsarn        | Muhammad Baqir Al Hanif Ali Faathir Rayhan      | Elsa Jacob Camille Pognante                     | Tom Lalot Trescarte Elsa Jacob      |
| 2025   | Denis Azzarya              | Anyapat Phichitpreechasak | Muhammad Vito Annafsa Grendly Alkatib Lumintang | Kodchaporn Chaichana Pannawee Polyiam           | Thibault Gardon Lily Gautier        |